# Список умерших в 730 году

## Апрель
- 9 апреля — Гуго Руанский, епископ Парижа и Руана, аббат Сен-Дени.

## Сентябрь
- 8 сентября — Корбиниан Фрайзингский, святой, почитаемый Римско-католической церковью, святой Румынской православной церкви, местночтимый святой Берлинской и Германской епархии РПЦ МП, епископ Баварии.

## Декабрь
- 9 декабря — Аль-Джаррах ибн Абдуллах, арабский государственный и военный деятель.

## Дата смерти неизвестна или требует уточнения
- Касим ибн Мухаммад ибн Абу Бакр, исламский богослов.
- Лантфрид, герцог Алеманнии (709—730).
- Морган ап Ител, король Гвента и Гливисинга (до 715).
- Педро, герцог Кантабрии (702—730).
- Пилитруда, супруга герцогов Баварии Теудебальда и Гримоальда II.
- Пушкаракша, король Ченлы (716—730).
- Райн ап Кадуган, король Диведа (710—730) и Брихейниога (710—720).
- Селбах, король гэльского королевства Дал Риада (700—723).
- Святой Фергус, епископ шотландский.
- Этельбурга Уэссекская, королева Уэссекса; католическая святая.
- Ютгуал ап Тутагуал, сын Тутагуала, короля Галвидела и Инис Манау.